# Went to Coney Island on a Mission from God... Be Back by Five
Went to Coney Island on a Mission from God... Be Back by Five é um filme norte-americano de 1998, um drama dirigido por Richard Schenkman e escrito por Schenkman e Jon Cryer. O filme teve sua estréia no Festival de Cinema de Los Angeles, e acabou sendo bem recebido pela crítica.
O crítico Leonard Maltin, da revista Playboy, definiu o filme como "uma lufada de ar fresco".

## Sinopse
Dois homens jovens que têm sido amigos desde a infância decidem ir em uma viagem para encontrar um terceiro amigo, que há muito tempo desapareceu. Eles ouvem histórias que indicam onde o amigo tem sido visto em um aparentemente desconexo, estado incoerente em Coney Island. A sua viagem leva-os a uma série de aventuras que envolvem a vida do Outro, como no Parque e revelações relacionadas com o seu passado próprio, incluindo a morte de uma irmã, um relacionamento fracassado passado, dificuldades financeiras, e alcoolismo.

## Elenco principal
| Ator             | Papel            |
| ---------------- | ---------------- |
| Jon Cryer        | Daniel           |
| Rick Stear       | Stan             |
| Rafael Báez      | Richie           |
| Ione Skye        | Gabby            |
| Frank Whaley     | Skee-Ball Weasel |
| Aesha Waks       | Cindy Goldclang  |
| Dominic Chianese | Mickey           |